# Persone di nome Susanne
| Questa pagina contiene informazioni ricavate automaticamente dalle voci biografiche con l'ausilio del template Bio e di un bot. L'aggiornamento è periodico e automatico e ricostruisce completamente la pagina. Se manca una persona in questa lista, sei pregato di non aggiungerla, ma accertati piuttosto che la sua voce biografica contenga il template Bio e che i dati anagrafici siano correttamente compilati. Se il template Bio manca, inseriscilo tu stesso o, in alternativa, metti l'avviso {{tmp\|Bio}} che ne segnala la mancanza. Se i dati riportati sono sbagliati, correggi direttamente la voce biografica; le modifiche saranno visibili in questa lista entro pochi giorni. Per chiarimenti vedi il progetto antroponimi. La lista contiene solo le 56 persone che sono citate nell'enciclopedia e per le quali è stato implementato correttamente il template Bio. Pagina aggiornata al 6 ago 2025. |

Questa è una lista di persone presenti nell'enciclopedia che hanno il nome Susanne, suddivise per attività principale.

## Altiste(1)
- Susanne Beyer, ex altista tedesca (n. 1961)

## Attiviste(1)
- Susanne Bartsch, attivista, socialite e artista svizzera (Bäretswil, n. 1951)

## Attrici(10)
- Susanne Beck, attrice e doppiatrice tedesca (Amburgo, n. 1947)
- Susanne Berckhemer, attrice tedesca (Augusta, n. 1978)
- Susanne Cramer, attrice tedesca (Francoforte sul Meno, n. 1936 - Hollywood, † 1969)
- Susanne Gärtner, attrice tedesca (Marne, n. 1974)
- Susanne Haworth, attrice e produttrice televisiva australiana
- Susanne Häusler, attrice tedesca (Berlino, n. 1958)
- Susanne Lothar, attrice tedesca (Amburgo, n. 1960 - Berlino, † 2012)
- Susanne Lüning, attrice tedesca (Berlino, n. 1966)
- Susanne Uhlen, attrice tedesca (Potsdam, n. 1955)
- Susanne Wolff, attrice tedesca (Bielefeld, n. 1973)

## Biologhe(1)
- Susanne Menzel-Riedl, biologa tedesca (Siegen, n. 1976)

## Calciatrici(1)
- Susanne Augustesen, ex calciatrice danese (Holbæk, n. 1956)

## Canoiste(1)
- Susanne Gunnarsson, ex canoista svedese (Katrineholm, n. 1963)

## Canottiere(1)
- Susanne Grainger, canottiera canadese (London, n. 1990)

## Cantanti(2)
- Susanne Alfvengren, cantante svedese (Visby, n. 1959)
- Susanne Georgi, cantante danese (Kolding, n. 1976)

## Cantautrici(1)
- Susanne Sundfør, cantautrice, compositrice e produttrice discografica norvegese (Haugesund, n. 1986)

## Cestiste(2)
- Susanne Gottschalk, ex cestista svedese (Uppsala, n. 1963)
- Susanne Rosengren, ex cestista svedese (Skerike, n. 1962)

## Cicliste su strada(2)
- Susanne Andersen, ciclista su strada norvegese (Stavanger, n. 1998)
- Susanne Ljungskog, ex ciclista su strada svedese (Halmstad, n. 1976)

## Danzatrici(1)
- Susanne Linke, danzatrice e coreografa tedesca (Luneburgo, n. 1944)

## Doppiatrici(1)
- Susanne Blakeslee, doppiatrice statunitense (Los Angeles, n. 1956)

## Filosofe(2)
- Susanne K. Langer, filosofa statunitense (Manhattan, n. 1895 - Old Lyme, † 1985)
- Susanne Möbuß, filosofa tedesca (Hannover, n. 1963)

## Giornaliste(1)
- Susanne Craig, giornalista canadese (Calgary)

## Imprenditrici(1)
- Susanne Klatten, imprenditrice tedesca (Bad Homburg, n. 1962)

## Mezzofondiste(1)
- Susanne Wigene, ex mezzofondista norvegese (Haugesund, n. 1978)

## Modelle(2)
- Susanne Erichsen, modella e imprenditrice tedesca (Berlino, n. 1925 - Berlino, † 2002)
- Susanne Petry, modella tedesca (Freesing, n. 1973)

## Nobili(1)
- Susanne le Pelley, nobile britannica († 1733)

## Nuotatrici(4)
- Susanne Börnike, ex nuotatrice tedesca orientale (Brandeburgo, n. 1968)
- Susanne Link, ex nuotatrice tedesca orientale
- Susanne Nielsson, ex nuotatrice danese (Århus, n. 1960)
- Susanne Schuster, ex nuotatrice tedesca occidentale (Bietigheim, n. 1963)

## Oboiste(1)
- Susanne Regel, oboista tedesca (Freiburg im Breisgau, n. 1974)

## Politiche(1)
- Susanne Hennig-Wellsow, politica tedesca (Demmin, n. 1977)

## Registe(1)
- Susanne Bier, regista e sceneggiatrice danese (Copenaghen, n. 1960)

## Schermitrici(3)
- Susanne König, schermitrice tedesca (Satu Mare, n. 1974)
- Susanne Lang, ex schermitrice tedesca (n. 1967)
- Susanne Rompza, ex schermitrice svizzera

## Sciatrici alpine(4)
- Susanne Beer, ex sciatrice alpina tedesca (n. 1981)
- Susanne Ekman, ex sciatrice alpina svedese (Nacka, n. 1978)
- Susanne Riesch, ex sciatrice alpina tedesca (Garmisch-Partenkirchen, n. 1987)
- Susanne Weinbuchner, ex sciatrice alpina tedesca (n. 1991)

## Scrittrici(4)
- Susanne Fülscher, scrittrice tedesca (Stelle, n. 1961)
- Ruth Klüger, scrittrice e docente statunitense (Vienna, n. 1931 - Irvine, † 2020)
- Susanna Moodie, scrittrice britannica (Bungay, n. 1803 - Toronto, † 1885)
- Susanne Wantoch, scrittrice, giornalista e traduttrice austriaca (Trenčín, n. 1912 - Raxalpa, † 1959)

## Tenniste(1)
- Susanne Celik, tennista svedese (Örebro, n. 1994)

## Tuffatrici(1)
- Sue Gossick, ex tuffatrice statunitense (Chicago, n. 1947)

## Velociste(1)
- Susanne Gogl-Walli, velocista austriaca (Linz, n. 1996)

## Violiniste(1)
- Susanne Lautenbacher, violinista tedesca (Augusta, n. 1932 - † 2020)

## Senza attività specificata(1)
- Sanne Ledermann, tedesca (Berlino, n. 1928 - campo di concentramento di Auschwitz, † 1943)